# Tmarus cancellatus congoensis
Tmarus cancellatus là một phân loài nhện trong họ Thomisidae.
Loài này thuộc chi Tmarus. Tmarus cancellatus congoensis được miêu tả năm 1955 bởi Comellini.